# Diözesanmuseum Warschau

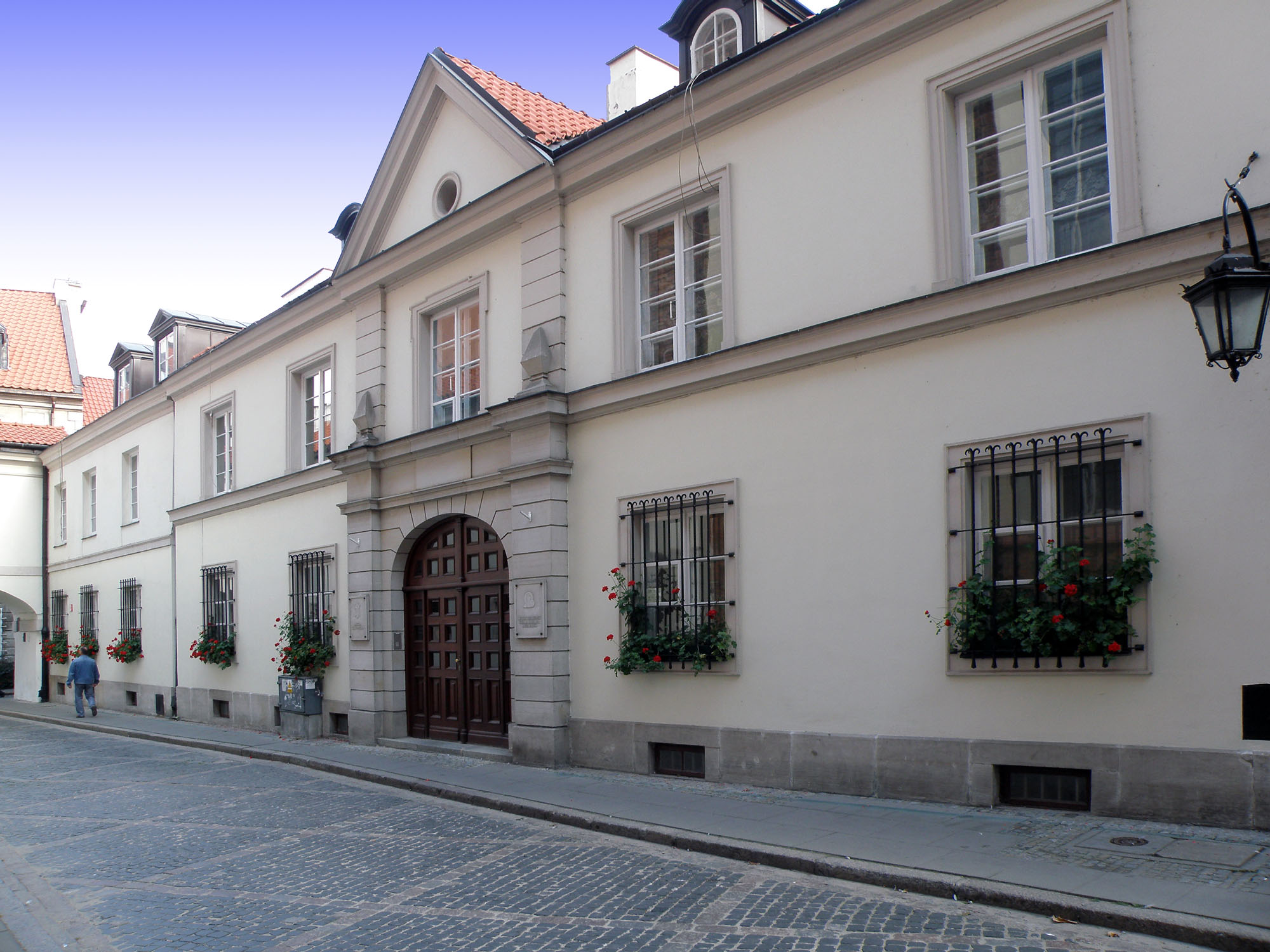
Hauptgebäude

Das Diözesanmuseum Warschau ist eine kirchlich-kulturelle Einrichtung in Warschau, Woiwodschaft Masowien. Das 1938 gegründete Diözesanmuseum ist eines der bedeutendsten Diözesanmuseen in Polen.

## Geschichte
Die Sammlung wurde dem Museum von der Kathedrale von Warschau und anderen kirchlichen Einrichtungen im Erzbistum Warschau geschenkt. Es befand sich zunächst am Kanoniaplatz in der Warschauer Altstadt. Während des Warschauer Aufstands wurde die Sammlung geplündert und zerstört. 1978 wurde das Museum mit neuen Gaben erneuert und fand seinen Sitz im ehemaligen Kloster des Trinitarierordens. 2014 zog das Museum in den Dziekana-Palast in der Warschauer Altstadt. 

## Bestände
Zu den Ausstellungsstücken gehören zahlreiche sakrale Kunstgegenstände und Andenken, unter anderem Werke von Albrecht Dürer, Francesco Bassano dem Jüngeren, Jan Matejko, Stanisław Wyspiański, Jacek Malczewski, Wlastimil Hofman, Józef Czapski, Jan Lebenstein und Adam Kossowski.